# Paul Byrne
Paul Byrne, född 29 januari 1976, är en australisk friidrottare. Han deltog vid olympiska sommarspelen 1996.